# Empannage
Pour l’article ayant un titre homophone, voir empennage.

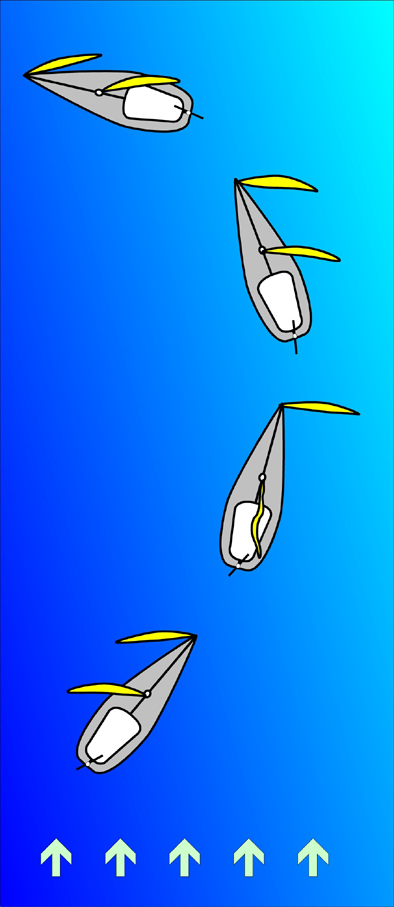
Empannage avec un gréement bermudien.

En navigation à voile, empanner consiste pour un voilier à changer d'amure (côté duquel le voilier reçoit le vent) en passant par le vent arrière ; un autre terme utilisé pour l'empannage (action d'empanner) est virement de bord lof pour lof, les lofs étant échangés (tribord pour bâbord ou inversement).
Les termes anglophones sont très couramment utilisés en voile : on désigne l'empannage par jibe (anglais américain) ou gybe (anglais britannique), la manœuvre sur un gréement carré est wearing ship.
La manœuvre opposée, qui consiste à virer par vent avant, est appelée quant à elle virement de bord et le cheminement pour remonter le vent : louvoyage.

## Définition
En navigation à voile, l'empannage est la manœuvre qui consiste pour l'équipage d'un voilier à modifier la manière dont la voilure est établie pour accompagner un changement d'amure (côté duquel le voilier reçoit le vent) en passant par le vent arrière. Elle nécessite de modifier l'orientation des voiles. Il s'agit d'une manœuvre qui peut être délicate par vent fort ou si le voilier porte une voile à creux important comme le spinnaker. L'empannage résulte d'un changement de cap du navire, d'un changement d'orientation du vent ou de la nécessité de tirer des bords au vent arrière pour optimiser la vitesse et le comportement du voilier.
Un voilier peut également changer d'amure en passant par le vent debout : la manœuvre correspondante est un virement de bord.

## Description de la manœuvre sur un voilier moderne (gréement Marconi)

La manœuvre d'empannage (très simplifiée) sur un gréement Marconi (la flèche rouge indique la direction du vent) : 1 le barreur modifie le cap du voilier pour le rapprocher du vent arrière, 2 la grand-voile est ramenée dans l'axe, 3 le navire franchit le cap vent arrière (le vent souffle désormais sur l'autre amure) et la grand-voile passe sur l'autre bord, 4 la grand-voile s'écarte de l'axe du navire de manière contrôlée (par l'écoute) tandis que le barreur place le navire sur son nouveau cap, 5 le voilier suit sa nouvelle route sur l'autre amure.

Par petit temps, l'empannage est déclenché par le barreur du voilier qui modifie le cap pour changer l'amure du voilier. La grand-voile, qui est désormais « gonflée à contre » (la voile est repoussée vers l'arrière), va  passer d'un bord sur l'autre en entraînant la bôme. 
Jusqu'à une certaine force de vent et sur un voilier de petite taille, un empannage contrôlé peut être effectué en se plaçant pratiquement vent arrière et en empoignant les écoutes ou la bôme pour l'obliger à changer d'amure (empannage à la volée).
Si le vent est établi, le mouvement de la bôme est très violent : son extrémité parcourt en très peu de temps un arc de cercle de près de 180° avec une vitesse et une force proportionnelle au vent. La manœuvre nécessite de contrôler le mouvement de la grand-voile : il faut d'abord border rapidement (« embraquer ») l'écoute de grand-voile, pendant que le barreur maintient le bateau au plein vent arrière (il devra résister, surtout au début, à la tendance du bateau à lofer). Dès que la grand-voile a passé le lit du vent, il faut lâcher de manière contrôlée l'écoute. Un nœud d'arrêt placé au bon endroit empêche la bôme d'aller taper les haubans. Le hale-bas de bôme aura été plus ou moins souqué pour empêcher la bôme de se mater, comme toujours au portant.
Le changement d'amure peut nécessiter également de modifier la position de la voilure de l'avant : foc, trinquette, génois, spinnaker, ... . La manœuvre de la voilure d'avant peut généralement être effectuée avant ou après l'empannage de la grand-voile. Comme pour un virement de bord, l'écoute sous le vent de la voile est choquée et l'écoute au vent (ou le bras pour le spinnaker) est bordée sur l'autre bord. Si un tangon a été mis en place, celui-ci doit être également changé de bord. 

### Une manœuvre délicate
Dès que le vent est établi, l'empannage devient une manœuvre délicate. De plus elle peut parfois se déclencher sans qu'elle ait été souhaitée. Si le barreur n'a pas le niveau nécessaire, il vaut mieux ne pas rester autour du vent arrière qui, en général, est une allure moins performante (voir la polaire du bateau).
Durant l'empannage, il n'existe qu'une très courte phase de transition durant laquelle le vent « cesse d'agir » sur la voile (par diminution de la surface projetée (bordée dans l'axe) ou à cause du mouvement (à la volée), contrairement à ce qui se passe pour le virement de bord. 
Par ailleurs au vent arrière le voilier est souvent soumis au roulis qui entraîne des changements de cap temporaires de quelques degrés, même si un barreur aguerri tente d'anticiper l'action des vagues (en fait, si le barreur surveille la grand-voile au lieu du cap, il peut facilement l'empêcher de passer). Si le barreur n'a pas le niveau nécessaire ou s'il se laisse surprendre, les changements de cap peuvent déclencher un empannage non souhaité ou prématuré. Des accidents graves peuvent alors survenir : il suffit qu'un membre de l'équipage ait la tête sur la trajectoire de la bôme ou un bras ou une jambe sur le trajet de l'écoute. Il faut donc donner et faire respecter des consignes de sécurité (rien dans la trajectoire de la bôme, ni de l'écoute, ni du hale-bas), et ce dès qu'on est proche du vent arrière.
Pour éviter ce risque lorsqu'on souhaite rester sous la même amure, on peut gréer une retenue sur la bôme pour la retenir vers l'avant, l'autre bout de la retenue étant fixé assez loin vers l'avant (pour avoir un peu de souplesse) à un taquet du pont (pas à un hauban ! Meilleure manière de démâter en cas d'empannage accidentel !). En cas d'empannage accidentel avec retenue de bôme en place, la situation peut rapidement devenir dangereuse, il vaut donc mieux que la retenue soit « fusible », en bout très fin qui casse ou est facile à couper au premier problème (donc il faut avoir un couteau prêt, sur le pont). Il peut être plus judicieux de tirer des bords grand largue (et aussi plus rapides).
Sur les voiliers monocoques dépourvus de lest (les dériveurs légers) la manœuvre est compliquée par les problèmes d'équilibre : au plein vent arrière la poussée vélique est orientée vers l'avant et n'a pas de composante latérale, l'équipage se place au milieu du bateau car il n'y a pas nécessité de faire du rappel. Mais si le coup de fouet latéral dû au passage brutal de la voile n'est pas parfaitement contré à la barre, le bateau embarde dans une auloffée brutale, encore accentuée par la dissymétrie de la carène due à la gîte. L'équipage doit alors se livrer à quelques acrobaties savamment dosées pour maintenir le bateau à plat, tout en veillant au contrôle de la barre et au réglage des voiles. Naturellement la présence d'un spinnaker, voile efficace mais capricieuse et exigeante en réglages, ajoute à la difficulté de la manœuvre.
Sur un dériveur solitaire (Finn, Laser, Moth Europe), le barreur est un homme orchestre qui contrôle tout à la fois la direction, le réglage des voiles et l'équilibre, ce qui nécessite une certaine maestria pour empanner par grand vent sans chavirer. Quand il est possible de prendre en main tous les brins du palan d'écoute pour contrôler et amortir le passage de la voile, la manœuvre peut être, sinon facile, du moins relativement gérable, mais avec certaines dispositions de l'écoute, comme la « tire arrière » du Laser, il n'y a pas d'autre solution que de dépasser largement (d'au moins 40°) la direction du vent arrière (allure dite de « fausse panne ») pour que la voile passe spontanément (et brutalement), et de récupérer a posteriori l'écart de route et le coup de gîte, sans garantie absolue de réussite.
La même technique de la « fausse panne » s'applique à la planche à voile (où la voile passe par l'avant et non par l'arrière du flotteur) et surtout à sa variante rapide dite funboard.
Si le planchiste lâche la main arrière (qui tient lieu d'écoute) alors que la planche pointe encore plein vent arrière, il sera très difficile de reprendre la voile en main sur l'autre amure car elle se place « en drapeau » vers l'avant, totalement hors de portée.
La solution est de ne lâcher la voile de la main arrière que lorsque la planche a accompli une rotation d'environ 130 à 150° en ramenant au vent la (nouvelle) main avant (qui maintient le mât en place, comme un hauban) ; la voile pivote alors de telle façon que la reprise du wishbone avec la main arrière est grandement facilitée. 
Sur les planches de funboard, qui vont très vite et se dirigent par prise de carre, la manœuvre, rapide et spectaculaire, nécessite un équilibre sans faille qui doit beaucoup à un long entraînement. Elle est souvent baptisée jibe, ou gybe (le mot anglais désignant l'empannage sur tous types d'engins à voile). Les virtuoses parviennent à l'effectuer sans que le flotteur interrompe sa navigation en mode planning (ou déjaugeage). 
Par vent fort, lorsque la navigation nécessite un changement d'amure, il peut être préférable d'effectuer un virement de bord, moins dangereux dans ces circonstances, même si cela fait passer le voilier par une allure peu confortable par ce temps (le près). Le danger du vent arrière par gros temps vient de la grand-voile ; il peut donc être judicieux de l’affaler quand le vent monte : de toutes façons, elle ne servira à rien s'il y a beaucoup de vent, à part à déstabiliser la trajectoire.

### Voiles en ciseaux
Dans certaines configurations — vent et mer modérés, cap proche du vent arrière, spinnaker non envoyé —, on peut garder après l'empannage les voiles de devant sur l'autre amure : les voiles sont alors « en ciseaux ». Si les voiles étaient en ciseaux avant l'empannage, la voile d'avant se retrouvera sous la nouvelle amure du « bon » côté. 

### Une situation délicate: l'empannage «chinois»
Sur les voiliers actuels, la tenue de la grand-voile est bien contrôlée par un système efficace, le hale-bas, le plus souvent un palan puissant reliant le premier tiers avant de la bôme et le pied du mât (ou, sur certains dériveurs de performance, une jambe de force située au-dessus de la bôme, un « pousse-bas »). Le dévers (ou vrillage) de la chute de la voile est parfaitement limité et celle-ci passe d'un bloc à l'empannage. 
Il n'en a pas toujours été ainsi : sur les voiliers Marconi, les hale-bas efficaces ne sont apparus que dans les années 1950, sous l'influence notamment du régatier (et ingénieur aéronautique) Ted Wells, champion du monde de Snipe. Précédemment et en l'absence de ce dispositif, la bôme avait tendance à remonter et la voile à se vriller exagérément lorsqu'on choquait l'écoute avec parfois une situation très délicate : le haut de la voile restait sur l'ancienne amure tandis que le bas était passé de l'autre côté, ce qui provoquait assez rapidement une déchirure de la voile, de la chute au guindant, assortie de bris des lattes rigidifiant la chute. Cette situation, appelée familièrement « empannage en croix » ou « empannage chinois », peut encore se produire en cas d'avarie du hale-bas. Pour sauver la grand-voile, il faut réagir très vite et réempanner dans la foulée.
Par extension, on parle parfois – à tort – d'empannage chinois pour un empannage particulièrement raté, notamment lors de la délicate manœuvre du spinnaker, voile délicate à manier par grand vent s'il en est.

### Le virement lof pour lof dans la vieille marine
Dans la marine « traditionnelle » ou « à l'ancienne », « empanner » désigne un virement lof pour lof raté, mal contrôlé et très souvent involontaire, dû à une erreur de barre ou à une brusque embardée du bateau. Cela sous-entend que l'équipage s'est fait surprendre par la manœuvre et n'a pas ou a mal anticipé et maîtrisé le virement lof pour lof. Dans la plaisance moderne, le mot « empanner » est devenu d'usage courant pour désigner le virement avec changement d'amure par l'arrière... involontaire ou réussi.
Comme dans tout virement de bord, sur les voiles carrées, après virement de bord, les amures deviennent les écoutes, et les écoutes les amures.